# Ключ 153
Ключ 153 (трад. и упр. 豸) — ключ Канси со значением «барсук»; один из 20, состоящих из семи штрихов.
В словаре Канси есть 140 символов (из 49 030), которые можно найти c этим радикалом.

## История
Древняя идеограмма изображала некое пресмыкающееся.
Кроме этого значения иероглиф может означать «безногое животное», «червяка» и «единорога» — сказочное мифическое животное, карающее дурных людей, — эпитет поборника правды и справедливости. Кроме этих значений: «приходить к концу», «разрешаться», «разрешение», «окончание».
В качестве ключевого знака иероглиф используется редко.

Вид в Цзиньвэнь
Вид в Цзягувэнь
Вид в большой печати Чаньшу
Вид в малой печати Чжуаньшу

В словарях находится под номером 153.

## Примеры иероглифов
| Доп. штрихи | Иероглифы            |
| ----------- | -------------------- |
| 0           | 豸                   |
| 3           | 豹 豺 豻             |
| 4           | 豼 豽                |
| 5           | 豾 豿 貀 貁 貂 貃    |
| 6           | 貄 貅 貆 貇 貈 貉 貊 |
| 7           | 貋 貌 貍             |
| 8           | 貎 貏                |
| 9           | 貐 貑 貒 貓          |
| 10          | 貔 貕 貖             |
| 11          | 貗 貘 貙             |
| 12          | 貚                   |
| 18          | 貛                   |
| 20          | 貜                   |

- Примечание: Ваш браузер может отображать иероглифы неправильно.